# Хацкевич Олександр Миколайович
Олекса́ндр Микола́йович Хацке́вич (біл. Аляксандр Мікалаявіч Хацкевіч; 19 жовтня 1973, Мінськ) — український та білоруський атлет білоруського походження, колишній білоруський футболіст, грав на позиції півзахисника. Колишній футболіст і тренер київського «Динамо».

## Клубна кар'єра

### «Динамо» Мінськ
Вихованець столичної СДЮШОР «Динамо» (перший тренер — Михайло Братченя).
У 1992 став виступати за мінське «Динамо». Того ж року в складі юнацької збірної СНД взяв участь у чемпіонаті Європи. У складі мінчан чотири рази поспіль ставав чемпіоном Білорусі, а також одного разу допоміг команді виграти кубок країни.
Узимку 1996 після Кубку Співдружності головний тренер київського «Динамо» зацікавився гравцями мінського клубу Хацкевичем та Белькевичем, які незабаром після цього перейшли до київського «Динамо».

### «Динамо» Київ
У цей період київське «Динамо» разом із Хацкевичем було беззаперечним лідером українського чемпіонату. У 1997–1999 роках «Динамо» досягло значних успіхів у єврокубках, діставшись чвертьфіналу та півфіналу Ліги чемпіонів у сезонах 1997/1998 та 1998/1999 років відповідно. Усього в єврокубках провів 67 матчів, забив 5 голів.

### «Тяньцзинь Теда»
Після смерті багаторічного головного тренера «Динамо» Валерія Лобановського у травні 2002 року Хацкевич поступово втратив місце в основному складі й після недовгих виступів за дубль улітку 2004 року Олександр підписав контракт із китайським «Тяньцзинь Теда», проте провів там лише три місяці.

### «Вента»
На початку 2005 року Хацкевич підписав контракт із латвійською «Вентою», куди Олександра запросив колишній партнер по «Динамо» Олег Лужний.

### «Динамо» Мінськ
Улітку 2005 року Хацкевич підписав контракт із рідним мінським «Динамо», у якому перед початком сезону 2007 року був обраний капітаном команди. Проте вже у квітні 2007 року через незадовільні результати було звільнено головного тренера «динамівців» і Хацкевич став граючим тренером команди. Проте Олександр не мав тренерської ліцензії, тому офіційно тренером команди був Юрій Пишник.
Проте за підсумками сезону 2007 року «Динамо» посіло лише 9 місце в чемпіонаті і в листопаді Хацкевич був звільнений із тренерської посади, а також завершив кар'єру футболіста й повернувся до Києва, де вступив на тренерські курси.
2024 року під час тренування клубу "Заглемб'є" на поле увірвалися озброєні фанати, які напали, зокрема, на Хацкевича. Він отримав удар в обличчя й кілька стусанів ногами. Після цього Хацкевич, Залевський та Володимир Аржанов залишили команду. У листопаді 2024 року справу  про напад закрили, винних у нападі не знайшли.

## Виступи у збірній
У національній збірній Білорусі дебютував 27 січня 1993 році, вийшовши на заміну на 67 хвилині в товариському матчі проти збірної Еквадору, який завершився з рахунком 1-1.
Згодом Хацкевич брав участь у кваліфікаціях на всі світові та європейські чемпіонати, проте жодного разу збірна їх подолати не змогла. У вересні 2001 року в рамках відбіркового турніру до чемпіонату світу збірна Білорусі програла з рахунком 0:2 в Мінську збірній Україні, якою керував тренер київського «Динамо» Валерій Лобановський. Хацкевича було замінено в перерві матчу, а після гри пішли розмови, що вони разом з Белькевичем «здавали» цю зустріч.
2005 року Хацкевич заявив про завершення виступів за збірну. Всього Олександр зіграв у 38 матчах, в яких забив чотири голи.

## Тренерська кар'єра

### 2007-2016
Після звільнення з посади граючого тренера в мінському «Динамо» і здобуття ліцензії тренера Білоруська федерація футболу в січні 2008 року призначила Хацкевича головним тренером юнацької збірної Білорусі.
У липні 2008 року Хацкевич став тренером «Вітебська», у якому працював до липня 2009 року.
З 1 лютого 2010 по квітень 2011 року працював асистентом головного тренера національної збірної України з футболу Мирона Маркевича.
У грудні 2010 року став головним тренером молодіжного складу київського «Динамо».
Із 24 вересня 2012 року, коли у відставку було відправлено Юрія Сьоміна, один день виконував обов'язки головного тренера «Динамо» (Київ).
4 грудня 2014 року був призначений головним тренером національної збірної Білорусі, яку очолював до грудня 2016 року

### «Динамо» Київ
З 2 червня 2017 року по 14 серпня 2019 року головний тренер «Динамо» (Київ).

### «Ротор»
Хацкевич очолював «Ротор» з грудня 2019 року до березня 2021 року, під його керівництвом команда вийшла в Прем'єр-лігу.

### «Карміотісса»
У грудні 2021 року очолив кіпрський клуб «Карміотісса», в листопаді 2022 року його було звільнено.

## Досягнення
- Чемпіон Білорусі: 1992/93, 1993/94, 1994/95, 1995
- Срібний призер чемпіонату Білорусі: 1996, 2006
- Володар Кубка Білорусі: 1994
- Чемпіон України: 1996/97, 1997/98, 1998/99, 1999/2000, 2000/01, 2002/03, 2003/04
- Срібний призер чемпіонату України: 2001/02
- Володар Кубка України: 1997/98, 1998/99, 1999/2000, 2002/03
- Найкращий футболіст Білорусі: 1998, 2000
- Володар Суперкубка України: 2018, 2019